# Alegeri prezidențiale în România, 1992
Primul tur al alegerilor prezidențiale din 1992 din România a avut loc la data de 27 septembrie 1992, iar turul doi la data de 11 octombrie 1992. Ion Iliescu a fost ales președinte, obținând în turul doi 61,43% din voturi, surclasându-l astfel pe candidatul opoziției, Emil Constantinescu, din partea Convenției Democrate Române (CDR).

## Scrutin 27 septembrie 1992

Primul tur de scrutin

Din 16.380.663 de alegători înregistrați s-au exprimat 12.496.430 (76,29%), dintre care numai 11.908.015 au fost validate.
- Ion Iliescu (FDSN) 5.633.456 (47,34%)
- Emil Constantinescu (CDR) 3.717.006 (31,24%)

## Scrutin 11 octombrie 1992
Din 16.597.508 de alegători înregistrați s-au exprimat 12.150.728 (73,23%), dintre care numai 12.034.636 au fost validate.
- Ion Iliescu (FDSN) 7.393.429 (61,43%)
- Emil Constantinescu (CDR) 4.641.207 (38,57%)

## Rezultate
| Candidat               | Partid                                 | Turul I    | Turul I | Turul II   | Turul II |
| Candidat               | Partid                                 | Voturi     | %       | Voturi     | %        |
| ---------------------- | -------------------------------------- | ---------- | ------- | ---------- | -------- |
| Ion Iliescu            | Frontul Democrat al Salvării Naționale | 5,628,855  | 47.34   | 7,393,429  | 61.43    |
| Emil Constantinescu    | Convenția Democrată Română             | 3,714,955  | 31.24   | 4,641,207  | 38.56    |
| Gheorghe Funar         | Partidul Unității Națiunii Române      | 1,293,568  | 10.87   |            |          |
| Caius Traian Dragomir  | Independent                            | 563,687    | 4.74    |            |          |
| Ioan Mânzatu           | Partidul Republican                    | 362,111    | 3.04    |            |          |
| Mircea Druc            | Mișcarea Ecologistă din România        | 326,521    | 2.74    |            |          |
| Voturi invalide/albe   | Voturi invalide/albe                   | 589,776    | –       | 116,092    | –        |
| Total                  | Total                                  | 12,496,430 | 100     | 12,153,810 | 100      |
| Alegători/prezență     | Alegători/prezență                     | 16,380,663 | 76.29   | 16,597,508 | 73.2     |
| Sursă: Nohlen & Stöver |                                        |            |         |            |          |